# آرلینگتون (ماساچوست)
آرلینگتون (به انگلیسی: Arlington) شهرکی در شهرستان میدلسکس ایالت ماساچوست می‌باشد که در سال ۱۸۰۷ بنیان‌گذاری شده‌است. این شهرک در سرشماری سال ۲۰۱۰ میلادی، ۴۲٬۸۴۴ نفر جمعیت داشته‌است.